# História do Congo
A República do Congo (ou Congo-Brazavile) obteve a sua independência da França em 15 de agosto de 1960 e sua capital é Brazavile.
Seu primeiro presidente foi Fulbert Youlou, forçado a deixar o governo por uma revolta, em 1963. Assume, então, a presidência Alphonse Massamba-Délbat, que, em 1964, fundará um partido de índole marxista-leninista adotando uma economia planificada, de base socialista. A seguir, dá início a um "Plano Quinquenal" que levará a uma expansão inicial da agricultura e da indústria. O país viverá aproximadamente 20 anos de regime comunista.
A tensão entre o governo e os militares cresce e, em 1968, o Exército dá um golpe de Estado, liderado pelo major Marien Ngouabi, que assume o poder. Ele manterá a linha socialista, porém criará o seu próprio partido, o Partido Congolês do Trabalho (PCT) Em 1970, o país adota a denominação de República Popular do Congo e consolida seu regime ligado ao marxismo-leninismo. Neste mesmo ano, o Exército esmaga uma tentativa de golpe contra o presidente, liderada pelo ex-tenente paraquedista Pierre Xitonga, e executa todos os conspiradores, com exceção do ex-ministro da Defesa, Augustin Poignet, que consegue fugir. Aproveitando-se desta situação, dá início a um expurgo geral de todos os suspeitos de serem contrários ao seu governo.
O Partido Congolês do Trabalho (PCT) permanece como sendo o único legal e, em 1977, devido à queda de seu prestígio, o presidente será assassinado, assumindo o poder uma junta militar. Em 1979 passa à presidência o coronel Denis Sassou Nguesso, que exercerá poderes ditatoriais até 1989, quando o colapso comunista do leste europeu o leva a anunciar reformas políticas e a transição para a economia de mercado. O governo mantém uma política internacional de neutralidade, relacionando-se tanto com o capitalismo como com o comunismo. Em 1981 será assinado um tratado de amizade com a União Soviética, contudo continua a receber os benefícios dos investimentos franceses. Em 1989, o congresso do PCT reelegerá o presidente para o seu terceiro mandato de cinco anos.
Em 1990, o PCT abandona o marxismo-leninismo. No ano seguinte, tropas cubanas estacionadas no país desde 1977, deixam o Congo. Em 1992 é votada a nova Constituição, onde está previsto um sistema político multipartidário.